# Maluf
Maluf, Maalouf, Al-Malouf (arab.: معلوف lub المعلوف) - nazwisko arabskie, występujące obecnie głównie wśród ludności chrześcijańskiej Libanu. Członkowie rodziny Malufów szczycą się pochodzeniem ze schrystianizowanego plemienia Ghassanidów, którzy ok. II w. n.e. wyemigrowali z dzisiejszego Jemenu do regionu Hauran w Syrii.

## Przedstawiciele
- Amin Maalouf (ur. w 1949) – pisarz libański tworzący w języku francuskim.
- David Malouf (ur. w 1934) – australijski pisarz, arabskiego pochodzenia.
- Edgar Maalouf (ur. w 1934) – polityk libański, emerytowany generał.
- Edward Maalouf (ur. w 1968) – libański niepełnosprawny kolarz.
- Ibrahim Maalouf (ur. w 1980) – libański muzyk i kompozytor jazzowy[1].
- Joseph Malouf (1893-1968) – melchicki (greckokatolicki) arcybiskup Baalbek[2].
- Nasri Maalouf (1911–2005) – polityk libański, prawnik.
- Paulo Maluf (ur. w 1931) – brazylijski polityk, arabskiego pochodzenia, były burmistrz São Paulo.